# Isobenzofurane
L'isobenzofurane ou 8-oxa-bicyclo[4,3,0]non-2,4,6,9-tétraène est un composé hétérocyclique, constitué d'un cycle de benzène accolé à un cycle de furane. C'est un isomère du benzofurane.